# Pipunculus subvaripes
Pipunculus subvaripes är en tvåvingeart som beskrevs av Morakote 1990. Pipunculus subvaripes ingår i släktet Pipunculus och familjen ögonflugor. Inga underarter finns listade i Catalogue of Life.